# Ablerus grotiusi
Ablerus grotiusi är en stekelart som beskrevs av Girault 1913. Ablerus grotiusi ingår i släktet Ablerus och familjen växtlussteklar. Inga underarter finns listade i Catalogue of Life.